# Olbasee
Der Olbasee ist ein ehemaliger Braunkohlentagebau und heute ein Badesee in der Oberlausitzer Heide- und Teichlandschaft zwischen den Orten Wartha und Kleinsaubernitz  in der Gemeinde Malschwitz, Sachsen.
Der Name leitet sich von der Oberlausitzer Braunkohlen-Aktiengesellschaft ab, die den Tagebau betrieb.

## Geologie
Das Kleinsaubernitzer Braunkohlevorkommen und damit der See im „Kessel von Kleinsaubernitz“ befinden sich im Zentrum einer Maarstruktur oligozänen Alters. Das Grundgebirge besteht aus Granodioriten des Lausitzer Massivs. Überlagert wird dieses im Norden von Kieselschiefer-Hornstein-Konglomerat. Oberflächig sind Relikte spättertiärer Ablagerungen und des Pleistozäns vorhanden. Der heute vollständig verdeckte und im Gelände nicht sichtbare Eruptionskrater hat einen Durchmesser von 800 Metern und eine Tiefe von über 1000 Metern.

## Geschichte
Die Braunkohle wurde wohl nach 1850 beim Abteufen eines Brunnens westlich der Straße nach Niesky entdeckt. Nach einer anderen Überlieferung stieß der spätere Bergwerksbetreiber Große beim Anlegen von Entwässerungsgräben auf „schwarze Erde“.
Ab 1853 sind die Braunkohlenabbaue Pötschke und Große bekannt. Vom Anfang bis zum Ende des Bergbaus wurde sowohl im Tief- als auch im Tagebau abgebaut. Die Zeche „Graf zur Lippe“ wurde ab 1865 durch Gustav Graf zur Lippe-Weißenfeld, den Besitzer der nahegelegenen Herrschaft Baruth betrieben. Deren Einrichtungen und Gebäude befanden sich nordöstlich des heutigen Sportplatzes westlich des Ortes Kleinsaubernitz. Zunächst beschränkte sich der Bergbau auf den Bereich des heutigen Sumpf- und Haldengeländes zwischen der heutigen Siedlung an der Nieskyer Straße und dem See. 
Einen generellen Umbruch erfuhr der Braunkohlenbergbau Anfang des 20. Jahrhunderts. Mit der Entscheidung zum Bau einer Brikettfabrik und eines Bahnanschlusses war auch eine wesentliche Erweiterung des Abbaus erforderlich. Zu diesem Zweck wurde zunächst nördlich der alten Gruben, d. h. in Richtung der alten Warthaer Straße, ein neuer Tagebau aufgeschlossen. Später verlagerte sich der Abbau nach Süden hin. Entgegen der erwarteten mächtigen Flöze traf man jedoch immer wieder geologische Störungen und Verwerfungen, wodurch die Förderung ins Stocken geriet. Zusätzliche Probleme bereitete im Hangenden ausfließende Kieselgur, welche teilweise im Nebenbetrieb mit abgebaut wurde.
Neue Bohrungen gaben Hoffnung auf weitere, aber tiefer gelegene Vorräte. Es erfolgte der Aufschluss des Radisch-Feldes nördlich der heutigen Insel. Neben dem direkten Abbau der Braunkohle im Tagebau wurden südlich des „Radischs“ von der Tagebausohle aus zusätzliche Schächte, bis ca. 70 m unter der Tagesoberfläche, abgeteuft. Nördlich der Insel erfolgte die Förderung weiter im Tagebau, der sich bis an die Warthaer Straße und die dortigen Gehöfte ausdehnte (heute Campingplatz).
Zur Förderung in die Brikettfabrik diente zunächst eine Seilbahn. Wenig später wurde diese durch eine Kettenbahn ersetzt. Diese unterquerte die Nieskyer Straße unmittelbar neben dem Landwarenhaus (heute Bistro).
Neben den auch hier schwierigen Lagerungsbedingungen, den Instabilitäten durch Kieselgur und dem zusitzenden Wasser machte der Arbeitskräftemangel während und nach dem Ersten Weltkrieg dem Bergwerk zu schaffen. Eigentümer wurde zu dieser Zeit der Unternehmer Ignaz Petschek. Die mannigfaltigen Probleme deuten darauf hin, dass der Abbau kaum wirtschaftlich gewesen sein kann. Das Ende der Braunkohlenförderung kam mit dem 3. Oktober 1927, als beim Verlesen der Frühschicht plötzlich Feueralarm gegeben wurde. Drei Bergleute verloren beim Brand ihr Leben. Als Brandursache wurde von Anfang an Brandstiftung vermutet. Dem Verdacht wurde jedoch nicht weiter nachgegangen.
Nach der Entscheidung zur Betriebseinstellung wurden verwertbare Gerätschaften ausgebaut und die Grubenbaue geflutet. Der Wasserstand erreichte bis zum Frühjahr 1932 etwa seine heutige Höhe.
In den 1930er Jahren erfolgten Einebnungs- und Rekultivierungsarbeiten.
Von ca. 75 Jahren Bergbaugeschichte ist heute im Wesentlichen nur noch der See übrig geblieben. Weniger markant und unter der dichten Vegetation kaum zu erkennen sind die verfüllten Gruben und Halden im Gebiet zur Nieskyer und Warthaer Straße. Das Betreten des Halden- und Sumpfgeländes stellt noch immer ein Wagnis und Risiko für Leib und Leben dar. Beim Betreten der alten Grubenbaue besteht Lebensgefahr.

## Tourismus
Ab den 1950er Jahren entwickelte sich die touristische Nutzung. Am Ufer des Sees entstanden die ersten Wochenendhäuser. Zunächst wurden diese vom Rat der Gemeinde Kleinsaubernitz nur geduldet. Ab den 1960er Jahren wurde das Gebiet offiziell als Naherholungsgebiet erschlossen. Zu dieser Zeit wurde auch der Badestrand am Nordufer angelegt.
Es gibt zwei Campingplätze und mehrere Bungalowsiedlungen. Am See befinden sich ein Tauchsportklub, der eine Tauchbasis am See betreibt, und mehrere Wassersportvereine. Gaststätten und Einkaufsmöglichkeiten sind vorhanden.
Das Wasser reagiert sauer, ist zum Baden aber meist geeignet. Es hat eine Sichttiefe von etwa zwei Metern, eine hohe Sauerstoffsättigung und weist überdurchschnittlich hohe Werte an Eisen und Sulfat auf. Die Wasserchemie ändert sich je nachdem, ob Süßwasser aus dem Alten Fließ zutritt oder nur saures Wasser aus den alten Bergbauhalden eindringt. Die Flora und Fauna unter Wasser sind abhängig von der jeweiligen Wasserchemie. Im Frühjahr, wenn nach der Schneeschmelze und dem Frühjahrshochwasser Süßwasser an der Oberfläche dominiert, entwickelt sich reges Leben. Im Herbst und Winter dagegen „kippt“ die Biologie durch das Eindringen der sauren Grubenwässer. Der See ist kein Angelsportgewässer, es wurden jedoch schon Hechte, meist aber Zwergwelse gefangen.
Um den See führt ein Weg, der erwandert werden kann. Das Gebiet ist unmittelbar in das Bildungskonzept des Biosphärenreservates und dessen beschilderte Routen integriert. Zwischen Kleinsaubernitz und Wartha ist der Weg asphaltiert, für den Durchgangsverkehr gesperrt und damit für Skater geeignet.

## Der Radisch
In der Mitte des Sees befindet sich eine zehn Hektar große Insel, der „Radisch“, ein alter Burgwall, dessen wenig erhaltene Wallreste auf der Osthälfte der jetzigen Insel kaum noch zu erkennen sind. Die Insel darf aufgrund bergbaulich bedingter Setzungsgefahren nicht betreten werden.
Matthias Wilhelm hat die Vorgeschichte im Rahmen der Sonderausstellung „Vom Radisch zur Olba – Geschichte einer Landschaft“ im Jahr 1999 im Stadtmuseum Bautzen ausführlich dargestellt. Der Name „Radisch“ leitet sich vom sorbischen hrodźiško (Burgstätte, Schanze, Befestigung) her. Tatsächlich befand sich bis Anfang des 20. Jahrhunderts östlich der heutigen Insel ein alter Burghügel. Ausgrabungen aus dieser Zeit, d. h. vor Abbaggerung großer Teile durch den Tagebau, brachten mittelalterliche Funde aus dem 13./14. Jahrhundert zu Tage. Neben auf Töpferscheiben hergestellter Keramik sind das beispielsweise das Fragment eines Hufeisens, eine Zange und Teile von Reiterausrüstungen. Die Befunde wurden als mittelalterlicher „Turmhügel“ interpretiert. Ungewöhnlich ist dessen Größe von 38 × 27 Metern. Man könne im Vergleich mit einem in Crostau ausgegrabenen und nur 18 × 11 Metern großen Hügel davon ausgehen, dass hier auch zum grundherrlichen Hof gehörende Wirtschaftsgebäude gestanden haben. Naheliegend sei eine Interpretation als landesherrliche Grenzbefestigung der deutschen Ostkolonisation. Hierfür spräche auch der Name des Nachbarortes Wartha (Wachstation, Wegwarte).
Noch ältere archäologische Funde wurden der Bronze- und der frühen Eisenzeit zugeordnet. Die ältesten Funde von Scherben stammen aus der Zeit von 1000 bis 750 v. Chr. Die Hauptnutzungszeit wird mit 750 – 500 v. Chr. angegeben. Aus dieser Zeit sind auch Reste einer vom Brand zerstörten Wallanlage, Pfostenlöcher von Häusern, Herdstellen und Grabbeigaben belegt. Die Wallanlage umschloss eine Fläche von 1,8 Hektar (Billendorfer Gruppe; siehe Matthias Wilhelm).

Funde der Eisenzeit vom Radisch, Staatliches Museum für Archäologie Chemnitz
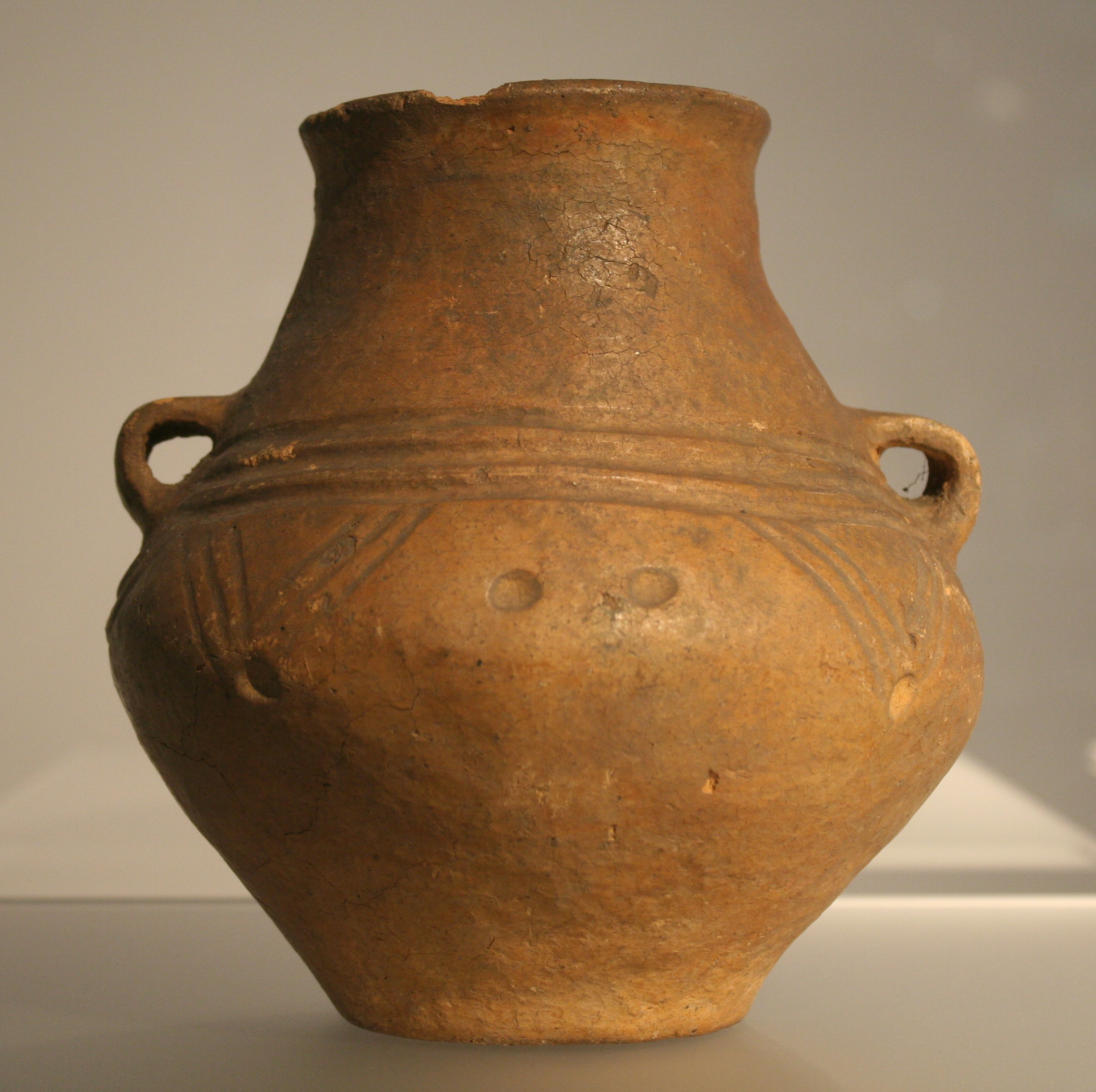
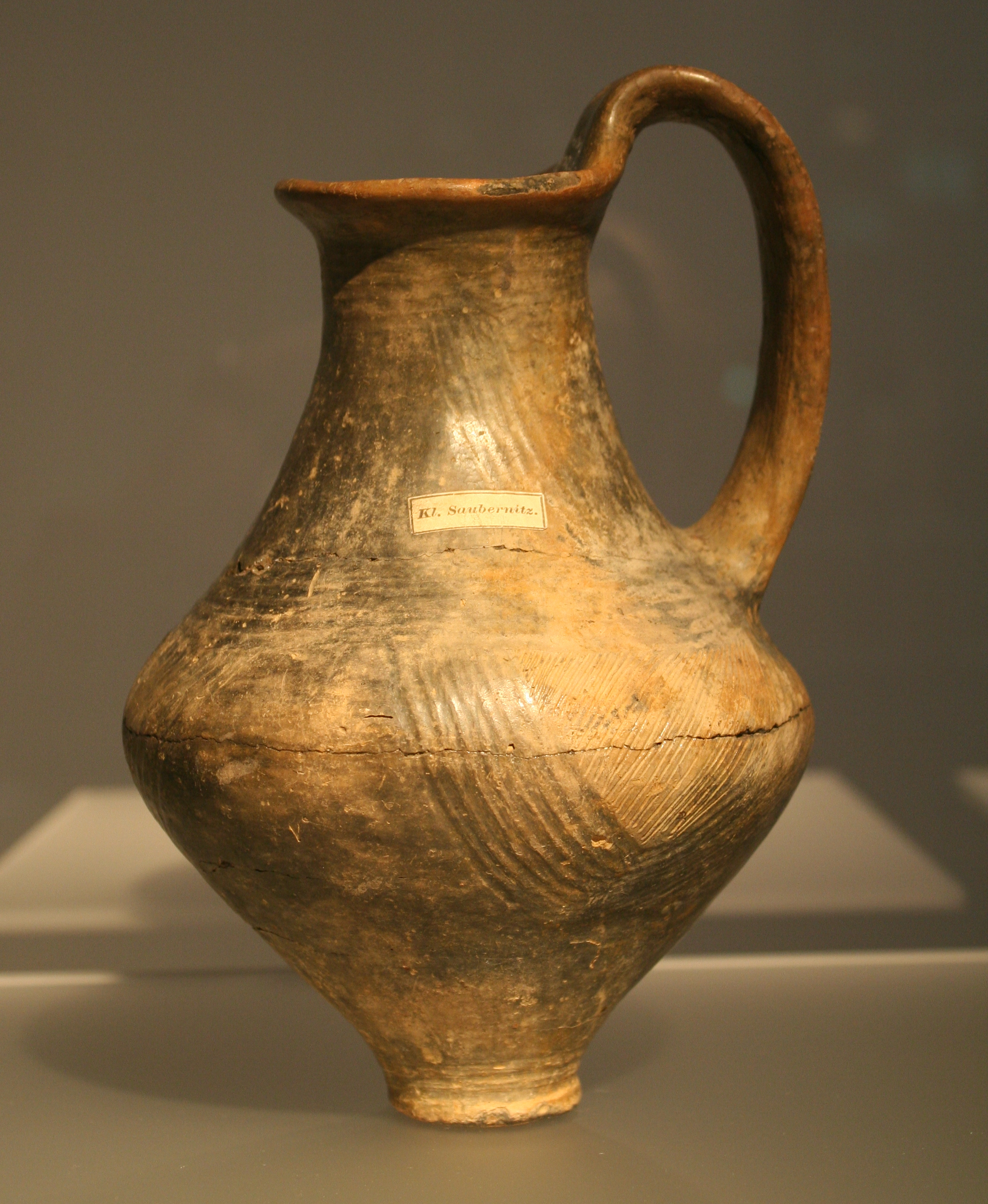
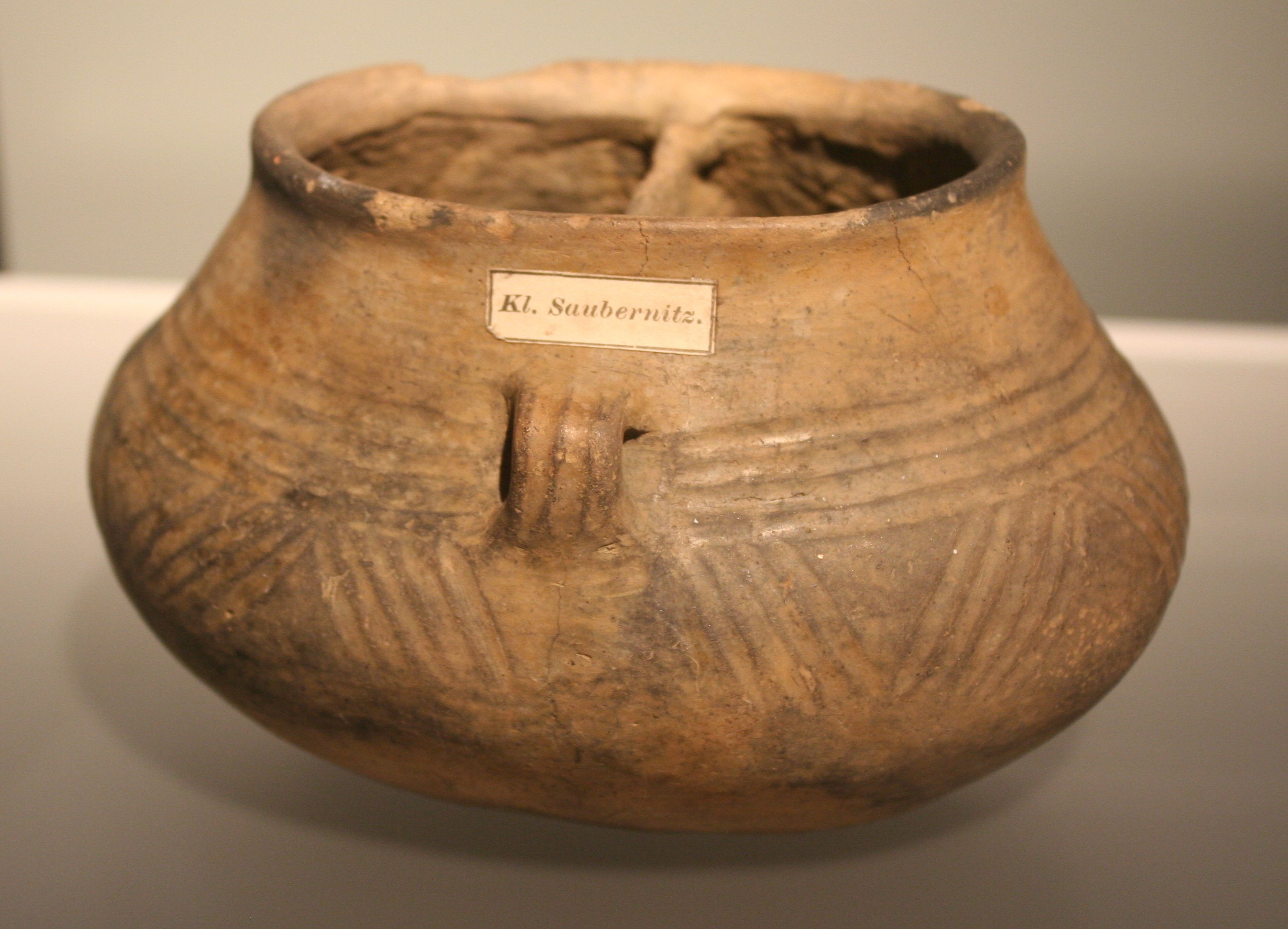

Die heutige Insel ist in ihrer Form nicht identisch mit dem vorbergbaulichen Wäldchen des Radisch. Durch den Bergbau ging im Nordosten etwa ein Drittel verloren. Im Westen dagegen wurden Haldenmaterialien aufgeschüttet. Schön zu erkennen sind diese auf der dem Warthaer Campingplatz zugewandten Seite. Die Halden sind sehr kohle- und schwefelhaltig, so dass kaum Vegetation vorhanden ist. Auch die beiden kleineren Inseln haben ihre Entstehung dem Bergbau zu verdanken.